# 마츠모토 리카
마츠모토 리카(일본어: 松本 梨香 마쓰모토 리카[*], 1968년 11월 30일 ~ )는 카나가와 현 요코하마시 출신의 여배우, 성우, 가수로 선 뮤직 프로덕션 소속이다. 옛 예명은 한자만 다른 마츠모토 리카(松本 利香). 에도야 리카(江戸家 梨香)라는 다른 이름도 사용하고 있다.
애니메이션 더빙 대표작은 「포켓몬스터」의 사토시외 많은 작품이 있다. 외화에서는 샌드라 불럭이나 드루 배리모어, 퍼트리샤 아켓, 앤젤리나 졸리의 더빙 등으로 알려져 있다.

## 내력
아버지는 대중연극 「신청좌」의 단장으로, 본인도 배우를 목표로 하고 있었지만, 몸이 불편했던 오빠의 갑작스러운 죽음과 자기 자신의 중병으로 인해 무대 공연 중에 부득이하게 포기하였고, 무대에 서는 것을 금지당했다.
이 때 선배의 권유로 애니메이션 「신 오소마츠군」의 오디션을 보고 성우로 데뷔하고, 그 후 「절대무적 라이징오」로 최초로 주인공 연기를 한다. 97년 직접 주제가를 부른 「포켓몬스터」의 사토시는 세계적으로 유명한 캐릭터가 되었다.
애니메이션 외에 외화 더빙도 많이 담당하고 있으며, 화제작과 유명 배우를 더빙하는 실력파이다. 또한 뛰어난 가창력을 가져서 잼 프로젝트에 참가하고 솔로에서는 여성 최초로 가면 라이더 시리즈의 주제가를 담당하거나 오리지널곡을 발매하는 등 가수로서 적극적으로 활동하고 있다. 「노려라 포켓몬 마스터」가 수록된 싱글은 185만 장의 세일즈를 기록했다. 밴드 Tricycle의 보컬도 맡았다.
아리코재팬의 종신보험 CM에 본인이 직접 출연한 적도 있다.
무대 금지령이 풀린 후에 「신 오즈의 마법사」 뮤지컬이나 소극장등의 무대에도 출연하고 있다.
2008년 4월, JAM Project의 활동을 중단한다.
2009년에 개최된 요코하마 개국 박람 Y150 공식 마스코트 캐릭터 타네마루의 목소리를 담당하고있다.

## 인물
- 취미는 여행(온천 탐방), 애견상품 수집.
- 특기는 일본 무용, 그림 그리기, 투창
- 스포츠는 발리볼(세터), 핸드볼, 수영, 스키(2급)
- 좋아하는 색은 흰색, 검정, 빨강, 보라색.
- 「절대무적 라이징오」의 휴우가 진 같은 소년 목소리에서, 「고속전대 터보 레인저」의 오마모리보마와 같은 노파 목소리까지 목소리 연기의 폭은 넓다.
- 좋아하는 포켓몬은 식스테일, 탕구리. 애인으로 삼는다면 이상해씨라고 말했다. (「포켓몬☆선데이」 출연시의 발언)
- 자타 모두 인정하는 여장부.
- 요코하마시의 800m 계주 신기록을 달성했다. 이 다리로 도둑을 잡은 적도 있다.
- 요코하마 출신으로 「요쿄하마베이스터즈」 팬이다. 그녀가 시구식에 참가한 해에 요코하마는 38년만의 우승을 이뤘다.
- 노래방 18번은 「じっぱり船」
- 애차는 BMW318Ci 1995cc *
- 같은 가나가와현 출신의 시라토리 유리에게서는 '두목(おやび〜ん)'이라고 불리고 본인은 시라토리 유리를 '꼬붕(こびん)'이라고 부른다. 같은 현 출신의 이노우에키 히사코와도 대단히 사이가 좋다. 교우 관계는 여배우의 고다이 미치코나 연예인 마기 신지 등 폭넓다. 마기 신지는 요코하마에 오면 반드시 연락을 하고 온다.
- 이노우에 요우와 목소리가 비슷해서 그의 사후에 이노우에 요우의 역을 계승하고 있다.( 「유희왕 듀얼몬스터즈」의 바쿠라 료, 「건담 시리즈」의 하로 외). 「오소마츠쿤(1988년판)」에서 이노우에 요우가 연기한 오소마츠와 같은 여섯째의 초로마츠를 연기해 공동 출연을 한 적이 있다.
- 개를 두 마리 키우고 있다. 이름은 아폴로와 하로.
- 「가면라이더 류우키」의 여는 노래 「Alive A life」는 가면 라이더 시리즈 사상 첫 여성 보컬 주제가이다.
- 동경하는 사람은 도코로 죠지.

## 에피소드
- 야마데라 코이치에게 도널드 덕의 목소리 연기를 가르쳤던 적이 있다. 야마데라 코이치는 디즈니의 프로듀서로부터 「세계 최고의 도널드 덕」이라고 칭찬 받았다.
- 주역을 맡은 「전설의 용자 다간」의 애프터레코딩 현장에서, 스튜디오 부스에 3개 있던 마이크집 좌단의 마이크는 음량을 모으기 위한 마츠모토 리카 전용이었다고 한다. 목소리를 낼 때, 몸전체로 말하는 타입인 것 같고 잘 움직이고 있었다고 한다.
- 「극장판 포켓몬스터 AG 포켓몬 레인저와 바다의 왕자 마나피」의 공개에 맞추어 방송된 「피카츄 더 포토캐스트 쇼코탄&쿄야의 포켓몬 어워드」에서, 오랜 세월동안 사토시의 목소리를 연기해서 목젖이 생겼다고 말했다.

## 출연작품

### 텔레비전 애니메이션
주요 캐릭터는 굵은 글씨로 표기함.
1988년
- 신 오소마츠군 (쵸로마츠) ※성우데뷔작
- 날아라 호빵맨 (낫토맨, 베이비도너츠, 피아노맨, 아기괴물(2번째))
- 자꾸자꾸 드멜과 론 (브락키)

1989년
- 도련님 (가난한 도련님)
- 패트레이버 (계원)

1990년
- 피그마리오 (레온)
- 평성 천재 바카본 (구마다/그 외)
- 뾰로롱 꼬마마녀 (알/그레이엄)

1991년
- 시티헌터 '91 (소니아 필드)
- 절대무적 라이징오 (휴우가 진, 시마다 아이코 2대째)
- 신 요술공주 밍키 (아이B)
- 말짱 꽝돌이 (아사이 가네모치, 공룡의 아이, 왕자, 밭 처녀B)
- 축구왕 슛돌이 (쥴리앙)

1992년
- 테카맨 블레이드 (릭)
- 꼬꼬리코 돌격대 (판크랏쵸)
- 로봇전사 감마 (휴우가 진)
- 전설의 용자 다간 (다카스기 세이지)
- 플란다스의 개: 나의 파트라슈 (얀)

1993년
- 엄지공주 이야기
- 기동전사 V건담 (워렌 트레이스, 렌다 드 파로마, 하로)
- 무카무카 파라다이스 (하즈키)
- 쾌걸 조로 (베르나르도, 리틀 조로)

1994년
- 날아라브링 (구로바 세리코, 돼지 세션, 돼지 세션G)
- 빨간망토 차차 (포피)
- 유유백서 (미타라이 기요시)
- 유환괴사 (키사라기 아야카)

1995년
- 쫑아는 사춘기 (고다마 미도리, 요코의 엄마)
- 닌쿠 (후스케)
- 아따아따 (포요타 미키)

1996년
- 쾌걸조로 (베르나르도)
- 간바리스트 쥰 (사가라 마리코)
- 체포하겠어! (아오이 후타바)

1997년
- 포켓몬스터 (사토시, 페르시온)

1998년
- 소년탐정 김전일 (후와 나루미)
- 성방무협 아웃로스타 (제임스 호킹)
- 트라이건 (카이트)
- 구슬동자 (슈링게)
- 마스터 키튼 (이리아)
- 꿈에서 만난다면 (이소베 나미코)
- 요시모토 무치코 이야기 (하나카마키리 모모코)

1999년
- 지금, 거기에 있는 나 (시스)
- 선계전 봉신연의 (뇌진자)
- 빅토리 구슬동자 (윗치)

2000년
- 양지의 나무 (곤)
- 포켓몬스터 뮤츠! 나는 여기에 있다 (사토시)
- 명탐정 코난 (리츠코)
- 루팡3세 1달러 전쟁 (선데이 휫슈반)
- 레레레의 천재 바카본 (모모타로, 논쨩)
- 육문천외 몬코레 나이트 (불꽃에 빛나는 천사)

2001년
- 캡틴츠바사 (휴가 코지로(소년시절))
- 스타 오션 EX (오페라 벡트라)
- 신 체포하겠어! (아오이 후타바)
- 유희왕 듀얼몬스터즈 (바쿠라 료(2번째), 도적왕 바쿠라)

2002년
- 건 프론티어 (시누 노라)
- 드래곤 드라이브 (무카이)
- 하나다 소년사 (지로, 요헤이, 마담 카트린느, 사츠키 할머니, 도쿠코의 친구)
- 포춘 독 (폿치)
- 포켓몬스터 AG (사토시, 페르시온)
- 구슬동자 젝터즈 (미스티)
- 명탐정 코난 (레이코)

2003년
- 우주소년 아톰 2003 (리노)
- 수병위인풍첩 용보옥편 (네코메)
- 명탐정 코난 (가타오카 쥰)

2004년
- 고쿠센 (후지야마 시즈카)
- 초중신 그라비온 츠바이 (바네트 박사)
- 테니스의 왕자 (한나)

2005년
- 사모님은 마법소녀 (프레이아 엠마)
- 나루토 (스즈메바치)
- 파라다이스 키스 (고이즈미)
- 블랙잭 (쥰, 사토루)

2006년
- 쾌걸 조로리 (미라이)
- 포켓몬스터DP (사토시, 페르시온)

2007년
- 케로로 중사 (야마토) ※173화
- 전쟁동화집 시리즈 두 개의 호두 (쇼키치)
- 체포하겠어! 3기 (아오이 후타바)
- 마인탐정 네우로 (가쿠 아유미(히스테리어)) ※4화
- 메이플 스토리 (푸도우)

2008년
- 아따맘마 (몬타)

2009년
- 치즈스위트홈 새로운 집 (토라)

2010년
- 포켓몬스터 베스트 위시스 (사토시)

2013년
- 포켓몬스터 X·Y (애니메이션) (사토시)

### OVA
- 빨간망토 차차 (포피)
- 나의 마리 (켄노 히비키)
- 엑스 드라이버 (아키라)
- 독수리 오형제 (제비 진페이)
- 스트라토스 포 어드밴스 (마키)
- 점프 슈퍼 애니메 98 상영판 HUNTER×HUNTER(곤)
- 더티페어 플래쉬 (케이)
- 태양의 배 솔비앙카 (에이프릴)
- 트윈 시그널 ~패밀리 게임~ (오토이 노부히코)
- 특무전대 샤인즈맨 (마츠모토 요우타)
- 폭염학원 가드레스 (진노 하즈미)
- 파이널 판타지 (프리츠)
- FAKE (비키)
- 이상한 나라의 미유키 (스미레)
- 프린세스 미네르바 (케슬레이 우르가)
- X사건 미녀탐정 (키사라기 아야카)
- 꿈에서 만난다면 (이소베 나미코)
- 절대무적 라이징오 (휴우가 진, 시마다 아이코)
- 비경탐험대 팜&일 (라이샤)
- 샤머닉 프린세스 (그람)
- 몰다이버 (오오조라 노조무)
- 신 큐티하니 (하야미 나오키)

### 극장판 애니메이션
- 체포하겠어! 극장판 (아오이 후타바)
- 퍼펙트 블루 (루미)
- 피아노의 숲 (카네히라 다이가쿠)
- 극장판 포켓몬스터 시리즈 (사토시)
  - 극장판 포켓몬스터 뮤츠의 역습 EVOLUTION (사토시)
  - 극장판 포켓몬스터 코코 (사토시)
  - 포켓몬스터: 성도지방 이야기, 최종장 (사토시)
  - 극장판 포켓몬스터 AG: 뮤와 파동의 용사 루카리오 (사토시)
- 메트로폴리스 (부인 손님)
- 매일 밤 펭귄 (데빌 리더)
- 노인Z (사토 토모에)

### 웹 애니메이션
- 전율의 미라주 포켓몬 (사토시)

### 게임
- 아이돌 마작사 스치파이 시리즈 (타치바나 레이카, 이치몬지 츠카사)
- 어나더 센츄리 에피소드 3 더 파이널 (쿄다 시로)
- SD 건담 G 제네레이션 시리즈 (렌다 드 파로마, 워렌 트레이스, 하로, 쿄다 시로)
- 킹덤 하츠 2 (메가라)
- 게게게의 기타로 이상한 요괴기담 (기타로)
- 게게게의 기타로 위기일발! 요괴열도 (기타로)
- 게게게의 기타로 역습! 요마대혈전 (기타로)
- 진설 사무라이 스피릿츠 무사도열회 (미주 공주, 라장신 미즈키)
- 슈퍼로봇대전 시리즈 (렌다 드 파로마, 하로, 릴카라 보그나인, 휴우가 진, 시마다 아이)
- 초강전기 키카이오 (유메노 다이치, 암릿타, 고로군)
- 초마신영웅전 와타루 ANOTHER STEP (와루리리스)
- 트윈즈스토리 너에게 전하고 싶어서··· (시노 사키)
- Paro Wars (미카엘)
- 브레이브 사가 시리즈
  - 신세대 로봇전기 브레이브 사가 (다카스기 세이지)
  - 브레이브 사가 2 (다카스기 세이지)
- 브레이브 펜서 무사시전 (무사시)
- 아리아2 수태고지의 수수께끼 (구니토모 마리아)
- LUNAR2 Eternal Blue (나루)

### 더빙 (외국 영화)
- 샌드라 불럭 작품
  - 크래쉬 (진)
  - 네트 (앤절라 베넷)
  - 스피드 (애니 포터)
  - 미스 에이전트 (그레이시 하트)
  - 미스 에이전트 2 (그레이시 하트)
- 드루 배리모어 작품
  - 에버 애프터 (대니얼)
  - 첫 키스만 50번째 (루시 휘트모어)
  - 라이딩 위드 보이즈 (비버리 도노프리오)
  - 미녀 삼총사(딜런)
  - 미녀 삼총사 2 (딜런)
  - 나쁜 여자들 (릴리)
- 퍼트리샤 아켓 작품
  - 홀즈 (케이트 배로)
  - 디제스터 (낸시)
  - 비상근무 (메리)
  - 트루 로맨스 (알리바마)
  - 나이트워치 (캐서린)
  - 휴먼 네이처 (라일라)
  - 미디엄 (앨리슨)
- 밀라 조보비치 작품
  - 잔 다르크 (잔 다르크)
  - 제5원소 (릴루)
  - 히 갓 게임 (다코타)
  - 주랜더 (카틴카)
- 러네이 젤위거 작품
  - 레더헤즈 (렉시 리틀튼)
  - 루비보다 값진 것 (소니아)
  - 시카고 (록시 하트)
  - 신데렐라 맨 (매 브래독)
  - 브리짓 존스의 일기 (브리짓 존스)
  - 브리짓 존스의 일기 - 열정과 애정 (브리짓 존스)
  - 청혼 (앤 아든)

그 외의 외국 영화
- 생매장 (조애나 굿맨：제니퍼 제이슨 리)
- 웨스트 사이드 스토리 (애니타：리타 모레노)※1999년 TV 방송판 / (애니바디스)※1990년 TV 방송판
- 워터 월드 (헬렌：진 트리플혼)
- 금발이 너무해 (엘리 우즈：리스 위더스푼)
- 식스티 세컨즈 (스웨이：앤젤리나 졸리)※TV 방송판
- Super Robot Monkey Team Hyperforce Go!(치로)
- 프릭스 (사만다 파커 보안관: 캐리 우러)※2008년 TV 방송판
- 터미네이터 (사라 코너：린다 해밀턴)※2003년 텔레비전 도쿄판
- 던전드래곤 (마리나：조 매클래런)
- 신부의 아버지 (애니: 킴벌리 윌리엄스)
- 비벌리힐스의 아이들 (켈리：제니 가스)
- 웨이 오브 더 건 (로빈)
- 공룡시대 시리즈 (세라)
- 레인디어 게임 (아슈레이：샬리즈 시어런)
- 레드 라인 (나타샤)

### 더빙 (외국 애니메이션)
- 안젤라 아나콘다 (안젤라 아나콘다)
- 배트맨 (조던 힐)
- 뽀롱뽀롱 뽀로로 (에디)

### 드라마 CD
- 우주해적 보선조 (벤텐(마유미 나루시마))
- 오디오 RPG 초룡전기 자우로스 나이트 (엔딩 테마 노래 담당)
- 마법소녀 팬시 CoCo (뮬 모스코)

### 특촬
- 슈퍼전대 시리즈
  - 고속전대 터보레인저 (스즈나리보마,오마모리보마의 목소리)
  - 지구전대 파이브맨 (아서G6의 목소리)
  - 조인전대 제트맨 (고미지겐의 목소리)
  - 공룡전대 쥬레인저 (드라레이거의 목소리)
  - 파워레인저 엔진포스 (보석반기의 목소리)
- 키즈스테이션 환경초인 에코가인더II (퀸 데스가이아)
  - 가면라이더 류우키 (오프닝 Alive a life)

### 드라마
- 스시왕자 (테레비아사히) 제6화 주인공의 모친을 왕진하는 의사역. 떠날 때에 사토시의 유명한 대사 「ゲットだぜ!」(잡았다)라고 중얼거린다.
- 나나세 다시 한 번 (타카이)

### 영화
- 츠카모토 타카시 주연「천둥이 달리는 여름」（DJ 선데이)

### TV 방송
- BS 영원의 음악 대전집 애니메이션 주제가 대전집 (NHK-BS2)
- 점심이에요! 만남의 홀 (NHK)
- 쾌진격 TV 우타에몽 (후지텔레비)
- 사상 최강의 메가 히트 가라오케 BEST100 완벽하게 노래해서 1000만 엔!! (텔레비 아사히)
- 퀴즈 고장이 바뀌면!? (텔레비전 도쿄)
- 퀴즈 헥사곤 (후지텔레비)
- 사상 최강 베스트 히트 애니메이션 홍백가합전'98
- 출몰!애드가 천국 (텔레비전 도쿄) 요코스카편
- HOT WAVE (TV 사이타마) 사회
- 펫 상담 (NHK 위성 제2텔레비전)
- 마츠모토 리카 반찬왕/과자왕 (음식 채널)
- 흉내 배틀 (NTV) 2009년 1월 4일 방송분

### CM
- 아리코 재팬
- 마루한

### 라디오
- 토요일 핫 리퀘스트(NHK-FM)
- 츠루코우의 소문의 골든아워 (월요일 담당 리포터)
- 마츠모토 리카의 요코하마 weekend 스타일!(라디오 일본)
- 라지메이션 마신영웅전 와타루 3 (노던 타이거)
- 마츠모토 리카의 게이머즈 나이트(TBS 라디오)

### 슬롯머신
- 알라딘2 에볼루션 (알라딘)
- CR 파치크에 (알 디)

### 무대
- 고마쓰자 「비」
- 매혹의 밤
- 개골개골 마법사
- 트릭스타
- 팬 레터즈 (진노 히로아키작 낭독극)
- 패밀리 뮤지컬 신 오즈의 마법사(서쪽의 나라의 나쁜 마녀/갈루치)
- 요코하마유메자「사와무라 춘화 일좌 분투기」
- 극단 키시노조 「보복은 부드럽게」
- 컬러풀 기획 Vol.1 「말할 수 없어서」
- 엔드리스 드림 요코하마의 새벽

### 그 외
- 개국 박람 Y150 (마스코트 캐릭터 타네마루의 목소리)

## 디스코그라피

### 앨범
- CLUSTER
  - 도시바EMI / 1993년 4월 28일

  1. ONE FINE MORNING
  2. DON'T PUSH ME
  3. 노이즈 (ノイズ)
  4. 있는 그대로의 나로 (ありのままの私で)
  5. 죽어도 좋을만큼 (死んでもいいくらい)
  6. LIVE
- 꽃의 연회 (華の宴)
  - 도시바EMI / 1993년 5월 19일

  1. 희, 무정 ~겐로쿠 찻집봄~ (噫、無情〜元禄茶屋お春〜)
  2. 여화 (女華)
  3. 슬픈 연인 (悲しい恋人)
  4. 구화 (篝火)
  5. 보랏빛 야곡 (むらさき夜曲)
  6. 꿈공작 (夢孔雀)
- Destiny
  - 파이오니아LDC / 1995년 7월12일

  1. Balance of the Mind
  2. JUNGLELOVE
  3. Breath
  4. SA・I・TE・I
  5. 내일로의 Free Way (明日へのFree Way (Album Version)
  6. Never forget my love
  7. Rain
  8. Brand-New-Heart
  9. 갑자기 cool한 I Miss You (突然CoolなI Miss You)
  10. 안녕 (さよなら)
- RICA the BEST
  - VAP / 2001년 5월23일
  - 디스크1
    1. 제2장(第2章) (New Vocal Version): OVA 「더티페어 플래쉬」엔딩 주제가·커버
    2. 노이즈 (ノイズ)
    3. 있는 그대로의 나로 (ありのままの私で)
    4. 희, 무정 ~겐로쿠 찻집봄~ (噫、無情〜元禄茶屋お春〜)
    5. 슬픈 연인 (悲しい恋人)
    6. WAIT
    7. 내일로의 Free Way (明日へのFree Way (Album Version)
    8. Rain
    9. 안녕 (さよなら)
    10. 스파이시 라이프 (スパイシー・ライフ)
    11. 혼자서 있는 것보다 자유로운 장소 (ひとりでいるより自由な場所)
    12. From me to you
    13. 바람이 되어라 (疾風になれ): OVA「엑스드라이버」오프닝 주제가 JAM Project featuring 카게야마＆마츠모토의 명의
    14. IN YOUR HEART
    15. 사랑도 사랑도 GET 하지 않으면 (恋も愛もGETしなくちゃ)
    16. 언젠가 내일이 오면 (いつか明日が来たら)
    17. 가베라 (ガーベラ) (2001 Acoustic Version): 어쿠스틱 기타는 카게야마 히로노부가 담당

  - 디스크2
    1. BLACK BIRD：텔레비전 애니메이션「선계전 봉신연의」이미지송
    2. 모두가 있으니까 (みんながいたから): 극장판 애니메이션「포켓몬스터 루기아의 탄생」이미지송
    3. 노려라 포켓몬 마스터 (めざせポケモンマスター)
    4. 사랑의 독 (恋の毒)
    5. Nostalgia: 라디오 드라마「더티 페어 FLASH3」이미지송
    6. DAY BY DAY: OVA「더티 페어 FLASH3」이미지송
    7. 마법소녀 메구쨩 (魔女っ子メグちゃん): 텔레비전 애니메이션「요술천사 꽃분이」오프닝송 주제가 커버
    8. 마음 배고프다 (こころハラペコ): 탤레비전 애니메이션「NINKU -忍空-」이미지송
    9. 사랑의 패전 (愛の負け戦): OVA「마법천사 루비」삽입노래
    10. Magical Beat!: OVA『유적탐험대 팜&일 RUIN・EXPLORER』오프닝송 주제가
    11. 스릴에 사랑을 하고 (スリルに恋をして) (VideoSize Version): OVA「더티페어 플래쉬2」오프닝송 주제가
    12. Carry on: OVA『더티페어 플래쉬2』이미지송
    13. Flowers in your heart: OVA「더티페어 플래쉬2」이미지송
    14. My Private Blue: OVA「체포하겠어!」이미지송
    15. 사랑은 unbelievable (恋はアンビリーバボー!?): 텔레비전 애니메이션「날아라브링」이미지송
    16. 사랑하는 Riary (恋するDiary): OVA「폭염학원 가드레스」삽입가
    17. 슈퍼 아서 (スーパー・アーサー): 특수 촬영 드라마 「지구 전대 파이브맨」삽입노래
    18. 작은 마녀 (ちいさな魔女) (Short Version): 텔레비전 애니메이션「날아라 호빵맨」이미지송
- 예능 활동 25주년 기념 미니 커버 앨범「동그란」(まんまる)
  - 2009년9월 30일

  1. 은하 철도 999 feat.타케카와유키히데：「은하 철도 999」오프닝 주제가
  2. ETERNAL WIND~미소는 빛나는 바람 안에~ (ETERNAL WIND〜ほほえみは光る風の中〜)：「기동전사 건담 F 91」오프닝 주제가
  3. 포근함으로 감싸인다면 (やさしさに包まれたら)：「마녀 배달부 키키」엔딩 주제가
  4. 살아있기에 (生きてこそ)：「갑충왕자 무시킹」오프닝 주제가
  5. 동그란 (まんまる)：오리지널 송

### 싱글
- 내일로의 Free Way (明日へのFree Way)
  1. 내일로의 Free Way (明日へのFree Way)
  2. 내일로의 Free Way (karaoke)

  - 파이오니아LDC / 1995년5월 24일
- 스파이시 라이프 (スパイシー・ライフ)
  1. 스파이시 라이프 (スパイシー・ライフ) 텔레비전 애니메이션「아따아따」후기 엔딩 주제가
  2. 혼자서 있는 것보다 자유로운 장소 (ひとりでいるより自由な場所)
  3. 스파이시 라이프(karaoke)

  - 소니레코드 / 1996년 5월 2일
- From me to you
  1. From me to you
  2. 어떻게든 해보자 (どうかしてるよ)
  3. From me to you (karaoke)

  - 소니레코드 / 1997년 4월 21일
- 노려라 포켓몬 마스터 (めざせポケモンマスター)
  1. 노려라 포켓몬 마스터 (めざせポケモンマスター)텔레비전 애니메이션 「포켓몬스터」 초대 오프닝송 주제가
  2. 151 (ひゃくごじゅういち) 노래: 이시즈카 운쇼 & 포켓몬 키즈
  3. 포켓몬 말할 수 있을까? (ポケモン言えるかな?) 노래: 이마쿠니?
  4. 잘자 나의 피카츄 (おやすみ ぼくのピカチュウ) 텔레비전 애니메이션 「포켓몬스터」 이미지송
  5. 노려라 포켓몬 마스터 (karaoke)

  - 피카츄레코드 / 1997년 6월 28일
- VIVA 요코하마 (VIVA ヨコハマ)
  1. VIVA 요코하마 (VIVA ヨコハマ)
  2. VIVA 요코하마 (remix)
  3. VIVA 요코하마 (karaoke)

  - 킹 레코드 / 1998年 11월 27일
- 라이벌! (ライバル!)
  1. 라이벌! (ライバル!) 텔레비전 애니메이션 「포켓몬스터」 두 번째 오프닝송 주제가
  2. Type: Wild (タイプ：ワイルド) 텔레비전 애니메이션 「포켓몬스터」다섯 번째 엔딩송 주제가
  3. Hey! 피카츄 (Hey! ピカチュウ) 노래：이누야마 이누코 & 오오타니 이쿠에
  4. 포켓몬 샌드위치 (ポケモンサンドイッチ) 노래: 이마쿠니?&레이몬드&히로코&포켓몬키즈
  5. 라이벌! (karaoke)

  - 피카츄레코드 / 1999년 3월 25일
- OK!
  1. OK! (텔레비전 애니메이션「포켓몬스터」세 번째 오프닝송 주제가)
  2. TYPE: WILD (노래: ROBBIE DANZIE)
  3. OK! (karaoke)

  - 피카츄레코드 / 2000년 2월 2일
- 거베라 (ガーベラ)
  1. 거베라 (ガーベラ) TV 도쿄계「TV챔피언」엔딩송테마
  2. 물 속의 달 (水の中の月)
  3. 거베라 (instrumental)
  4. 물 속의 달 (instrumental)

  - 미디어 팩토리 / 2000년 5월 31일
- IN YOUR HEART
  1. IN YOUR HEART (특촬 비디오「울트라맨 네오스」엔딩 주제가 / 松本梨香&Project DMM명의)
  2. IN YOUR HEART (orchestra version)
  3. IN YOUR HEART (original karaoke)
  4. IN YOUR HEART (video size version)
  5. instrumental medley

  - VAP / 2000년 10월 21일
- Alive A life
  1. Alive A life (특촬 드라마 「가면라이더 류우키」오프닝송 주제가)
  2. 끝없는 희망 (果てなき希望) 노래: 키타다니 히로시
  3. Alive A life (original karaoke)
  4. 끝없는 희망 (original karaoke)

  - avex mode / 2002년 3월 20일
- 도전자!! / 스마일 (チャレンジャー!! ／スマイル)
  1. 도전자!! (チャレンジャー!!) 텔레비전 애니메이션 포켓몬스터 AG 두 번째 오프닝송 주제가
  2. 스마일 (スマイル) 노래: 에자키 토시코
  3. 포켓몬 말할 수 있을까?2004 (ポケモン言えるかな?2004) 노래: 이마쿠니?
  4. PokeFreak 게임의 노래 (ポケフリゲームのうた) 노래: KABA.쨩
  5. 도전자!! (original karaoke)
  6. 스마일 (original karaoke)
  7. 포켓몬 말할 수 있을까?2004(original karaoke)

  - 피카츄레코드 / 2004년 4월 28일
- 스퍼트! / 나, 지지않아!~하루카의 테마~ (スパート!／私、負けない!〜ハルカのテーマ〜)
  1. 스퍼트! (スパート!) 텔레비전 애니메이션 포켓몬스터 AG 다섯 번째 오프닝송 주제가
  2. 나, 지지않아!~하루카의 테마~ (私、負けない! 〜ハルカのテーマ〜) 노래: KAORI.
  3. 빅 냐스 디 (ビッグ・ニャース・ディ) 노래: 이누야마 이누코
  4. 스퍼트! (original karaoke)
  5. 나, 지지않아!~하루카의 테마~ (original karaoke)

  - 피카츄레코드 / 2006년 6월 28일
- KISEKI／Last my wish
  1. KISEKI
  2. Last my wish
  3. KISEKI（instrumental）
  4. Last my wish（instrumental）
  5. 〜Love&Peace〜（bonus track）

  - 인덱스뮤직 / 2006년 7월 26일
- 초절합체SRD테마집 (超絶合体SRDテーマ集)
  - Enthusiasm (Track 2)
  - TRICYCLE ENTERTAINMENT / 2007년 7월 4일
- 「둥근코론쨩」(『まんまるころんちゃん』)（CBC코론쨩 이미지송)
  1. 둥근코론쨩 (まんまるころんちゃん)
  2. 코론쨩맨 (ころんちゃんマン) 노래: 아키야마 타다시와 랜드 셀즈
  3. 코론쨩 화가 노래 (ころんちゃんえかきうた) 노래: 아키야마 타다시
  4. 둥근코론쨩 (karaoke)
  5. 코론쨩맨 (karaoke)
  6. 코론쨩 화가 노래 (karaoke)
  7. (enhanced) 코론쨩 에코교실 애니메이션 CM

  - 배드뉴스레코드 / 2008년 10월 22일

- 하이터치! / 내일은 반드시 (ハイタッチ!/あしたはきっと)
  1. 하이터치! (ハイタッチ!) 노래: 사토시(마츠모토리카)&히카리(토요구치 메구미) 「포켓몬스터DP」(두 번째 오프닝송 테마）
  2. 내일은 반드시 (あしたはきっと) 노래: 카나코
  3. 하이터치! 사토시와 듀엣 버전
  4. 하이터치! 히카리와 듀엣 버전
  5. 내일은 반드시 (inst.)
  6. 하이터치! (기타 instrumental version)
  7. Together 2008 TV 사이즈 (노래: 아키요시 후미에）
  8. 너의 곁에서 ~히카리의 테마~ Winter Ver. TV 사이즈(君のそばで 〜ヒカリのテーマ〜) 노래: 그린

  - 피카츄레코드 / 2008년 11월 26일

- 작은 대모험 (チーさな大冒険)
  1. 작은 대모험 (チーさな大冒険) 치즈 스위트 홈 두 번째 오프닝송
  2. 집으로 돌아가자 (おうちにかえろう) 노래: 코오로기 사토미 (치즈 스위트 홈 첫 번째 오프닝송)
  3. 작은 대모험 (karaoke)
  4. 집으로 돌아가자 (karaoke)

  - 2009년 5월 27일